# Caloptilia murtfeldtella
Caloptilia murtfeldtella là một loài bướm đêm thuộc họ Gracillariidae. Nó được tìm thấy ở Hoa Kỳ (Missouri, Washington, California, Kentucky, Michigan và Ohio).
Sải cánh dài khoảng 18 mm.
Ấu trùng ăn Pentstemon hirsutus, Pentstemon laevigatus và Pentstemon peckii.